# 大衛·阿姆斯
大衛·阿姆斯（David Ames，1983年8月10日—）是英國的一位演員。他最著名的作品是在醫療電視劇霍爾比市中飾演Dominic Copeland角色。他是一位已經出櫃的同性戀者。

## 外部連結
- David Ames在互联网电影资料库（IMDb）上的資料（英文）